# Windy Harbour
Windy Harbour is een kustplaats in de regio South West in West-Australië. Het is een populaire vakantieplaats voor sportvissers.

## Geschiedenis
Sinds het begin van de jaren 1900 en vooral na de crisis van de jaren 30 werden in Windy Harbour een driehonderdtal vakantiehuisjes gebouwd, aanvankelijk voor arbeiders uit de bosbouw. De natuurlijke haven trok altijd al vissers aan. Dit was niet altijd naar de zin van de plaatselijke overheden die de vakantiehuisjes en vissershutten soms wilde afbreken.

## Beschrijving
Windy Harbour maakt deel uit van het lokale bestuursgebied (LGA) Shire of Manjimup, waarvan Manjimup de hoofdplaats is. Het is een populaire vakantieplaats voor sportvissers en er liggen wandelpaden rondom. Naast het driehonderdtal vakantiehuisjes ligt er ook een kampeerterrein.
Het nationaal park D'Entrecasteaux omringt Windy Harbour. Voor de kust ligt 'Sandy Island' waar elk jaar tot 300.000 paren Australische grote pijlstormvogels komen broeden. Het eiland valt daarom onder de bescherming van een Important Bird Area. Ook de elfenstern leeft op het eiland.
In 2021 telde Windy Harbour 30 inwoners.

## Ligging
Windy Harbour ligt aan de Windy Harbour Road die Windy Harbour met Northcliffe verbindt, 375 kilometer ten zuiden van de West-Australische hoofdstad Perth, 245 kilometer ten westen van Albany en 85 kilometer ten zuidzuidwesten van Manjimup.

## Klimaat
Windy Harbour kent een gematigd mediterraan klimaat, Csb volgens de klimaatclassificatie van Köppen.

## Externe links

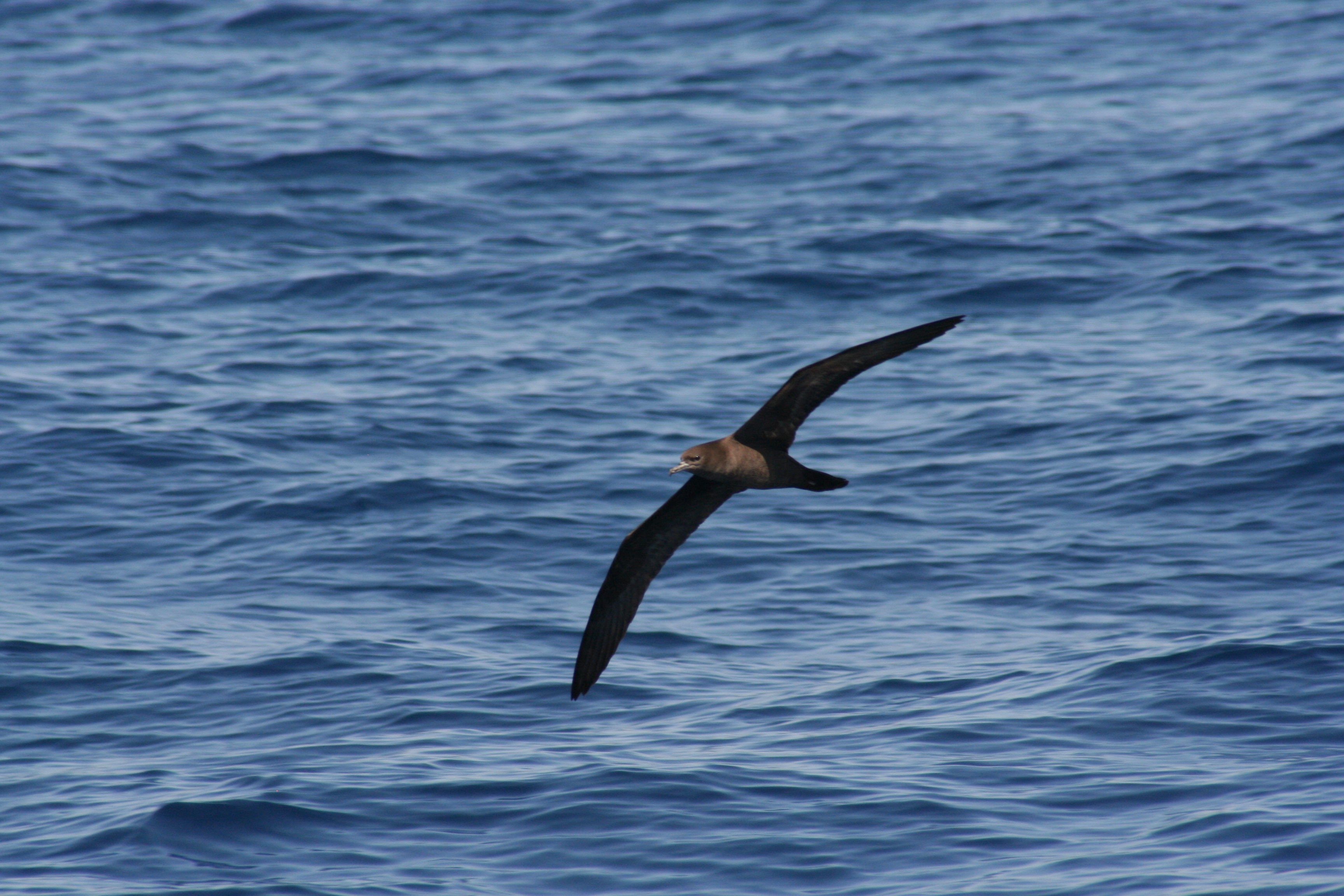
Australische grote pijlstormvogel